# Glenn Hysén
Glenn Ingvar Hysén (Göteborg, 30 oktober 1959) is een voormalig Zweeds voetballer.
Hysén begon zijn carrière in 1978 bij IFK Göteborg en ontwikkelde zich als een robuuste verdediger. In 1982 won hij met IFK de UEFA-Cup. Hysén bleef tot 1983 in Zweden waarna hij naar PSV vertrok. In twee seizoenen bij de Eindhovenaren speelde Hysén 49 wedstrijden, waarin hij twaalf keer scoorde.
Hierna keerde hij terug naar IFK Göteborg, ook voor twee seizoenen. Hij speelde uiteindelijk totaal meer dan 150 competitiewedstrijden voor Göteborg. In 1987 vertrok Hysén naar Fiorentina en na wederom twee seizoenen verliet hij die club voor Liverpool. In 1994 sloot hij zijn carrière af bij GAIS in Zweden. Hysén speelde 68 interlands en scoorde daarin zes keer.
Hysén is vader van de Zweedse voetballers Tobias Hysén, Alexander Hysén en Anton Hysén.

## Erelijst
- Landskampioen van Zweden:  1982, 1983, 1987
- Beker van Zweden: 1982, 1983
- UEFA Cup: 1982, 1987 (beide met IFK Göteborg)
- Landskampioen van Engeland: 1990
- Zweeds voetballer van het jaar: 1983, 1988